# Dub Side of the Moon
Dub Side of the Moon è un album musicale del gruppo reggae Easy Star All-Stars, pubblicato nel 2003. Come si evince dal titolo stesso, si tratta di una rivisitazione-omaggio di uno dei più celebri dischi dei Pink Floyd, The Dark Side of the Moon. Il disco include tutti i dieci pezzi presenti nell'album originale del 1973, rivisti in chiave dub, con un'aggiunta di quattro bonus track.
Fra i cambiamenti più notevoli rispetto ai brani originali, è possibile citare il ritmo di Eclipse, trasformato in questa versione in un 4/4 per evitare il bisogno di introdurre il triplo metro, inusuale nel reggae; la presenza nell'incipit di Time di un orologio a cucù, una trombetta militare ed il canto di un gallo in aggiunta all'originale ticchettio e suono di una sveglia; e la sostituzione dei rumori di registratori di cassa presenti all'inizio di Money con dei colpi di tosse.
Il disco ha venduto finora più di 85 000 copie, ed è stato sostenuto da un tour promozionale. Un DVD con una performance live di Dub Side of the Moon è stato pubblicato nel 2006.

## Tracce
1. Speak to Me - Breathe (Sluggy Ranks)
2. On the Run
3. Time (Corey Harris & Ranking Joe)
4. The Great Gig in the Sky (Kirsty Rock)
5. Money (Gary "Nesta" Pine & Dollarman)
6. Us and Them (Frankie Paul)
7. Any Colour You Like
8. Brain Damage (Dr Israel)
9. Eclipse (The Meditations)

Bonus tracks
1. "Time Version"
2. "Great Dub in the Sky"
3. "Step It Pon the Rastaman Scene" (Ranking Joe)
4. "Any Dub You Like"

## Special Anniversary Edition
Esiste un'edizione speciale di Dub Side of the Moon che presenta due tracce aggiuntive:
- Breathe 2014 (feat. Sluggy Ranks, Metric Man, Eric Richmany from Rebelution & Ruff Scott)
- Brain Dubbage